# Châteauneuf-les-Martigues
 Châteauneuf-les-Martigues  es una comuna y población de Francia, en la región de Provenza-Alpes-Costa Azul, departamento de Bocas del Ródano, en el distrito de Istres. Es la cabecera y mayor población del cantón de Chêteauneuf-Côte-Bleue.
Su población en el censo de 2007 era de 11.643 habitantes. Forma parte de la aglomeración urbana de Marsella-Aix-en-Provence.
Está integrada en la Communauté urbaine Marseille Provence Métropole.

## Demografía
| 4822 | 6781 | 8600 | 10 173 | 10 911 | 11 375 |
| Para los censos de 1962 a 1999 la población legal corresponde a la población sin duplicidades (Fuente: INSEE [Consultar]) |      |      |        |        |        |